# Klar
Zrobić klar - Zrobić porządek na pokładzie, w kokpicie i w kabinie, wraz z buchtą lin, umyciem pokładu, kokpitu i kabiny. Na statkach morskich określenie to oznacza zrobienie jakichkolwiek porządków, posprzątanie. W języku marynarskim istnieje też czasownik klarować mający znaczenie: sprzątać, a także: systematyzować, tłumaczyć, wyjaśnić.
Klar portowy - Porządek właściwy dla pozostawienia jachtu w porcie, wszystkie luźno położone na pokładzie przedmioty schowane do kabiny.